# Günther Grundmann

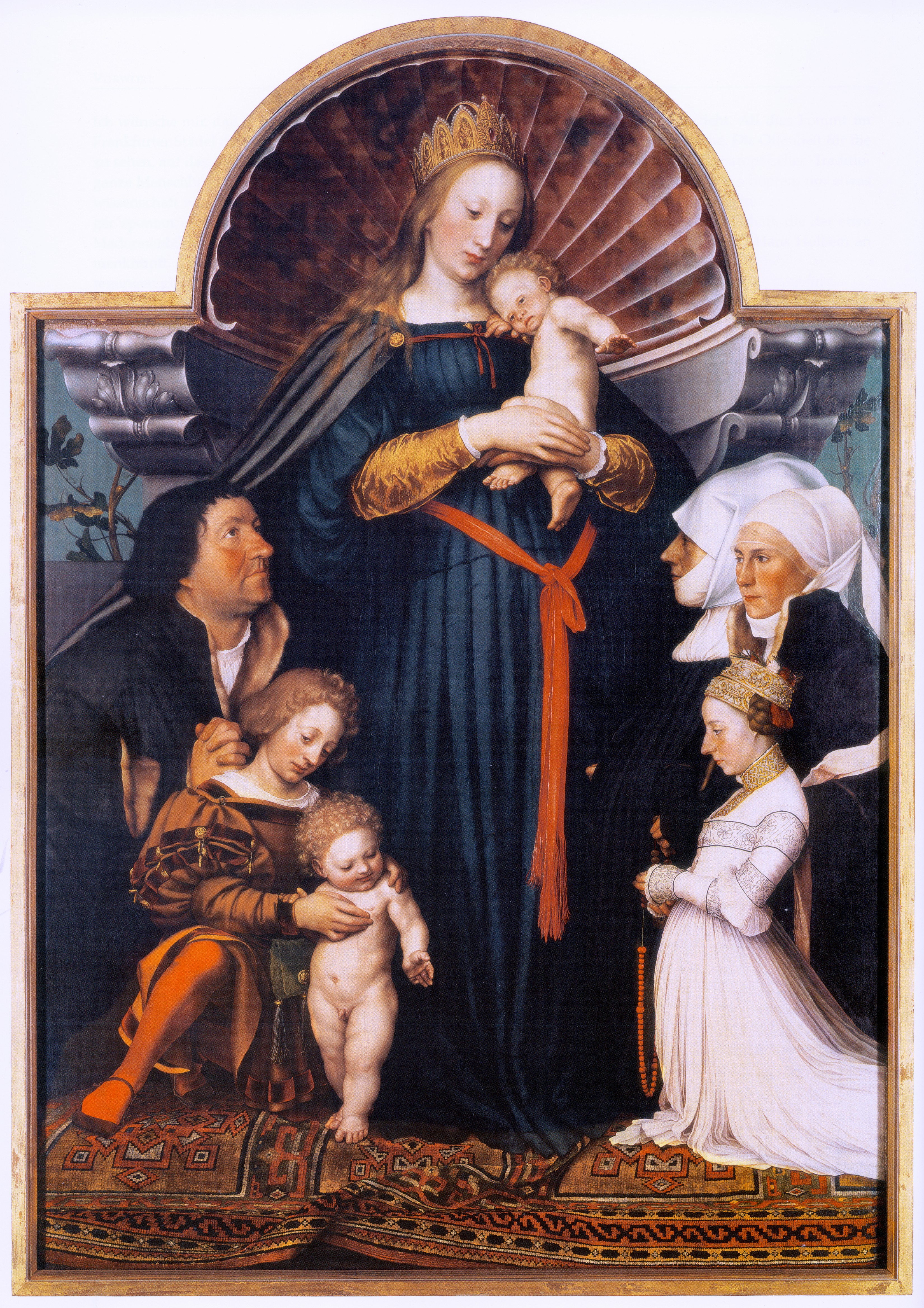
"Madonna burmistrza Meyera" Hansa Holbeina

Günther Grundmann (ur. 10 kwietnia 1892 w Hirschberg im Riesengebirge (Jelenia Góra), zm. 19 czerwca 1976 w Hamburgu) – niemiecki profesor, malarz, historyk sztuki, konserwator zabytków. Doktor honoris causa Politechniki Wrocławskiej (przed wojną) oraz Uniwersytetu w Hamburgu. Autor książek i artykułów o sztuce Śląska. Twórca listy Grundmanna.

## Życiorys
Ukończył studia na wydziałach historii sztuki w Monachium i we Wrocławiu. W czasie I wojny światowej służył w wojsku, później został nauczycielem historii w Szkole Snycerskiej w Cieplicach Zdroju. W 1932 został prowincjonalnym Konserwatorem Zabytków Dolnego Śląska i był nim aż do końca II wojny światowej. Na wrocławskim uniwersytecie wykładał historię sztuki, od 1938 roku historię architektury, a w roku wybuchu wojny otrzymał tytuł doktora honoris causa wrocławskiej politechniki.
Urząd miał przy Gartenstrasse 74 (dzisiejsza ul. Józefa Piłsudskiego), a mieszkał z żoną Fridą przy Ludendorfstrasse (Jugosłowiańska). Podczas oblężenia Wrocławia kopał rowy przeciwczołgowe. W 1945 wyjechał do Niemiec, a w 1948 został kustoszem dzieł sztuki w niemieckim Veste Coburgu. Od 1950 pracował jako Krajowy Konserwator Zabytków Wolnego Miasta Hamburga. Zmarł 19 czerwca 1976 roku, w wieku 84 lat.

## Prace konserwatorskie na Dolnym Śląsku
Gdy Grundmann był konserwatorem zabytków, prowadził inwentaryzację zabytków sztuki na Dolnym Śląsku i dobrze orientował się w zbiorach prywatnych kolekcjonerów sztuki, ponieważ wysłał ok. 250 próśb o podanie listy szczególnie cennych przedmiotów (odpowiedziano na 161).
Przypuszcza się, że Grundmann stworzył więcej niż 80 tajnych schowków, gdyż lista kończy się dnia 21 czerwca 1944, a on opuścił Śląsk dopiero w 1945. W skrytce w Cieplicach, gdzie Grundmann miał willę, odnaleziono 19 skrzyń ze zbiorami skarbca katedry na Wawelu, katedry warszawskiej, Wilanowa, Łazienek, Muzeum Narodowego w Warszawie i Muzeum Czartoryskich w Krakowie.
Głównym zadaniem Grundmanna było zabezpieczanie dzieł sztuki z kościołów, muzeów, klasztorów (Bergungsaktion). Zbiory były wywożone w głąb Dolnego Śląska i ukrywane w pałacach, zamkach. Pod sam koniec wojny konserwator postanowił jednak ewakuować w głąb Niemiec zabytki o wyjątkowym charakterze. W obliczu zagrożenia ze strony rosyjskiej Grundmann dokonał selekcji i jeździł po różnych miejscach w celu wybrania najcenniejszych rzeczy. Z zamku w Karpnikach zabrał bezcenną "Madonnę burmistrza Meyera" Hansa Holbeina.
Spis zabytków został odnaleziony na gruzach urzędu konserwatorskiego. Dokument rozszyfrował Józef Gębczak – polski historyk sztuki. Po wojnie wszystkie miejsca z listy odwiedziła polska komisja rewindykacyjna Ministerstwa Kultury i Sztuki pod przewodnictwem Witolda Kieszkowskiego – dyrektora Naczelnej Dyrekcji Muzeów. Okazało się, że skrytki nie były już kompletne. Komisja zabezpieczyła to, co zostało. Przypuszcza się, że po 21 czerwca 1944 roku Grundmann wykonał jeszcze ok. 100 skrytek.